# Feria de los chicahuales

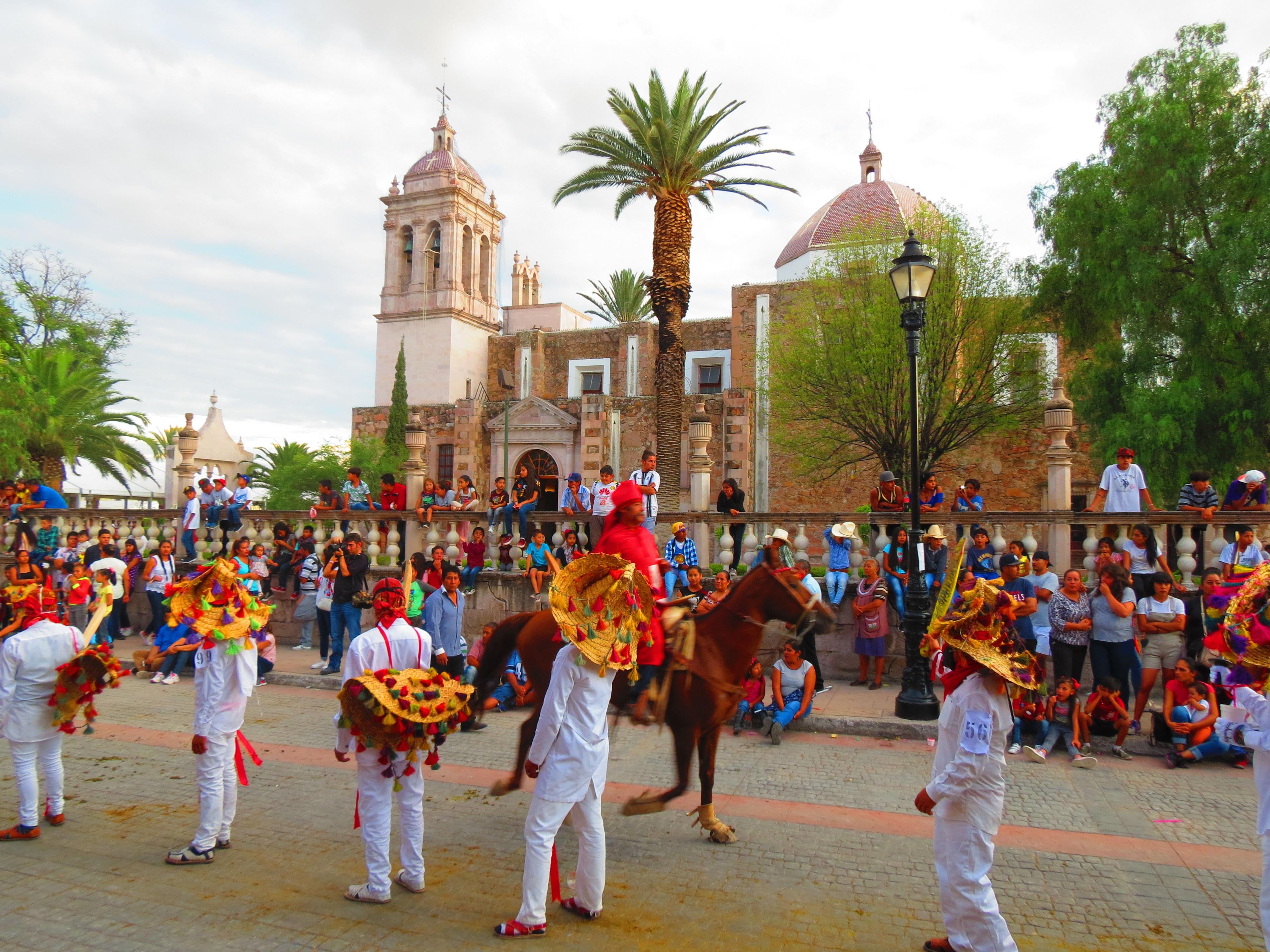
Feria de los Chicahuales en 2019

La feria de los chicahuales (del náhuatl chicahual que significa fuerte y determinado) es un evento que se lleva a cabo de forma anual, se celebra en el mes de julio en Jesús María, municipio del estado de Aguascalientes.
Esta celebración es una “serie de representaciones de las batallas entre moros y cristianos”. Esto rememora la pelea que los españoles provocaron para contrarrestar del poder a los musulmanes de la península ibérica en el año 700. El día más importante de esta festividad es el 25 de julio, día del santo patrono del pueblo, Santo Santiago Apóstol. Se realizan una gran cantidad de actividades como las representaciones de la batalla de los Chicahuales y eventos multidisciplinarios.

## Origen
Las representaciones que se llevan a cabo a un costado del templo de Jesús Nazareno en Jesús María, Aguascalientes, conocidas como la Batalla de los Chicahuales, hacen referencia a las confrontaciones entre cristianos y moros durante la Reconquista en la península ibérica. Este periodo histórico, que se extendió aproximadamente desde el siglo VIII hasta finales del siglo XV, estuvo marcado por continuas luchas entre ambos pueblos. La Reconquista comenzó con la batalla de Covadonga, considerada la primera victoria significativa de los cristianos, y culminó con la conquista del último bastión musulmán en la península, el emirato de Granada.
Es importante destacar que el término Chicahuales no se refiere específicamente a un baile típico, sino a una representación que combina mitos y ritos en torno a Santo Santiago. Santiago el Mayor, también conocido como Santiago de Zebedeo, fue uno de los apóstoles más destacados de Jesús de Nazaret. En el siglo XI, se le veneraba como "un valiente caballero matamoros", ya que se le atribuían las victorias de los cristianos sobre los moros debido a sus supuestas apariciones en batalla. Era hijo de Zebedeo y Salomé, y hermano de Juan, formando parte del círculo cercano de Jesús.
Según algunas tradiciones, tras la muerte del apóstol Santiago, sus restos fueron embarcados por sus discípulos y posteriormente olvidados. Años después, una luz sobrenatural habría señalado el lugar donde se encontraban sus restos, conocido como "campus stellae" (Campo de estrella), que con el tiempo se convirtió en Santiago de Compostela. Esta narrativa fue utilizada por los españoles para evangelizar.
Esta representación es considerada patrimonio cultural inmaterial y forma parte del Inventario del Patrimonio Cultural Inmaterial de México. 

## Traje

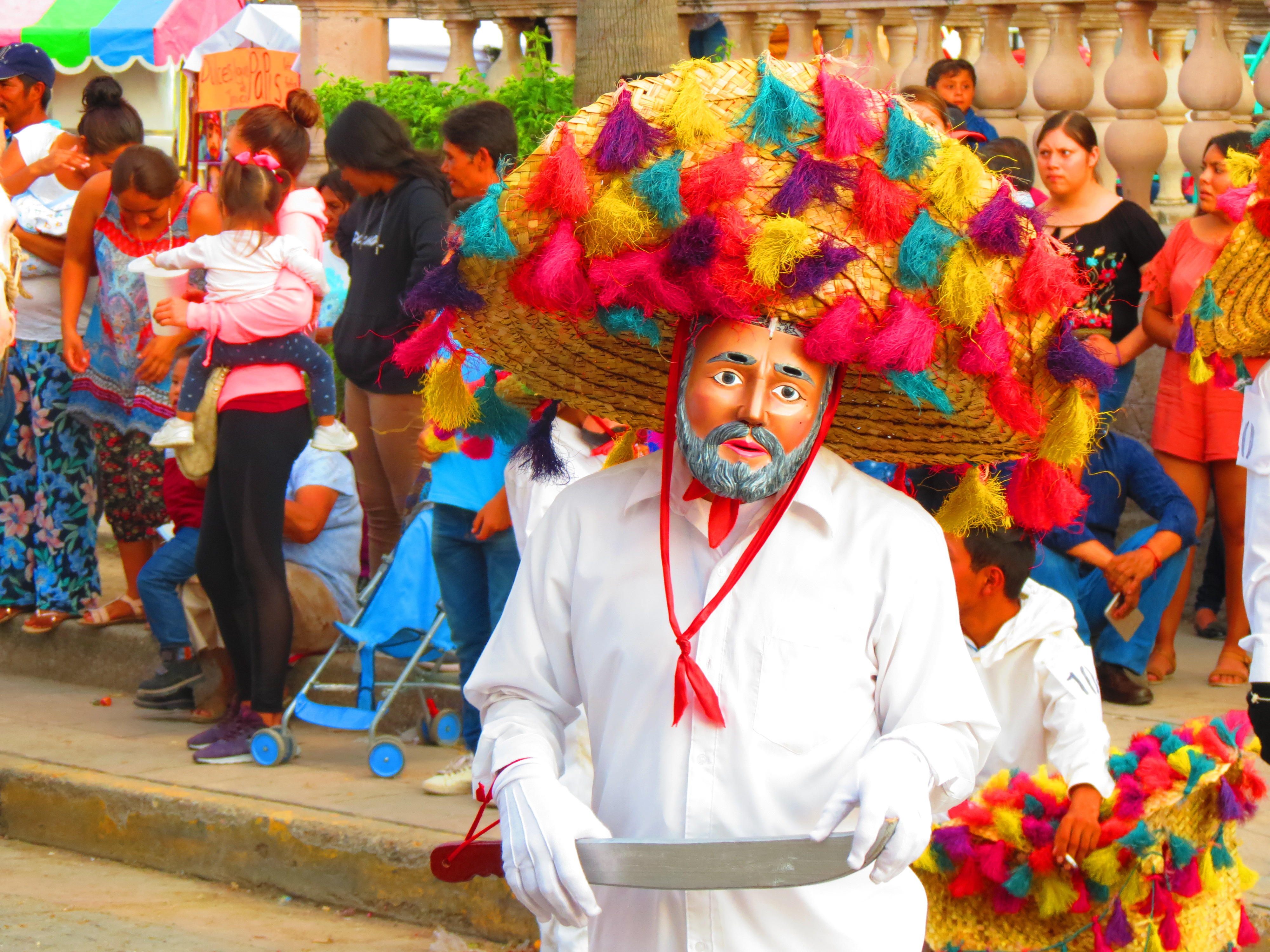
Chicahual con su vestimenta típica

La celebración contiene representaciones de moros y cristianos chocando espadas de madera a modo de celebración y no de guerra, posteriormente aparece Toci, quien se encarga de alimentar a los chicachuales para darles fuerza. Los participantes son integrantes del pueblo y se disfrazan para hacer alusión a dichos grupos; se caracteriza la presencia de dos bandos que pueden entenderse como la representación del bien y el mal.
Los que interpretan a los chicahuales, quienes forman parte de los cristianos, visten con “una máscara de cartón piedra que representa una persona europea, es decir blanca, con barba y bigote, además de un sombrero de ixtle, grande y picudo, al que le colocan unas barbitas pequeñas en diferentes colores y le doblan la parte de enfrente; la camisa y el calzón son de manta, fajilla roja, un machete de madera, y de calzado utilizan huaraches o zapatos.” El traje del rey de los chicahuales es parecido, sin embargo, el color de la máscara cambia de color a blanco, igualmente utiliza un gorro y porta una bandera roja con una cruz.
Por otra parte, quienes representan a los moros, generalmente son personas mayores; estos “utilizan una máscara de cartón piedra sólo que es de color negro, montan a caballo, el traje es en tela de satín con una capa, y también llevan una bandera roja con una luna”. El único que puede tener la cara descubierta durante la celebración es el Santo Santiago; su traje es blanco, porta un sombrero y en una de sus manos carga una bandera roja con una cruz blanca y en la otra una espada; va montado en un caballo blanco.

## Actividades

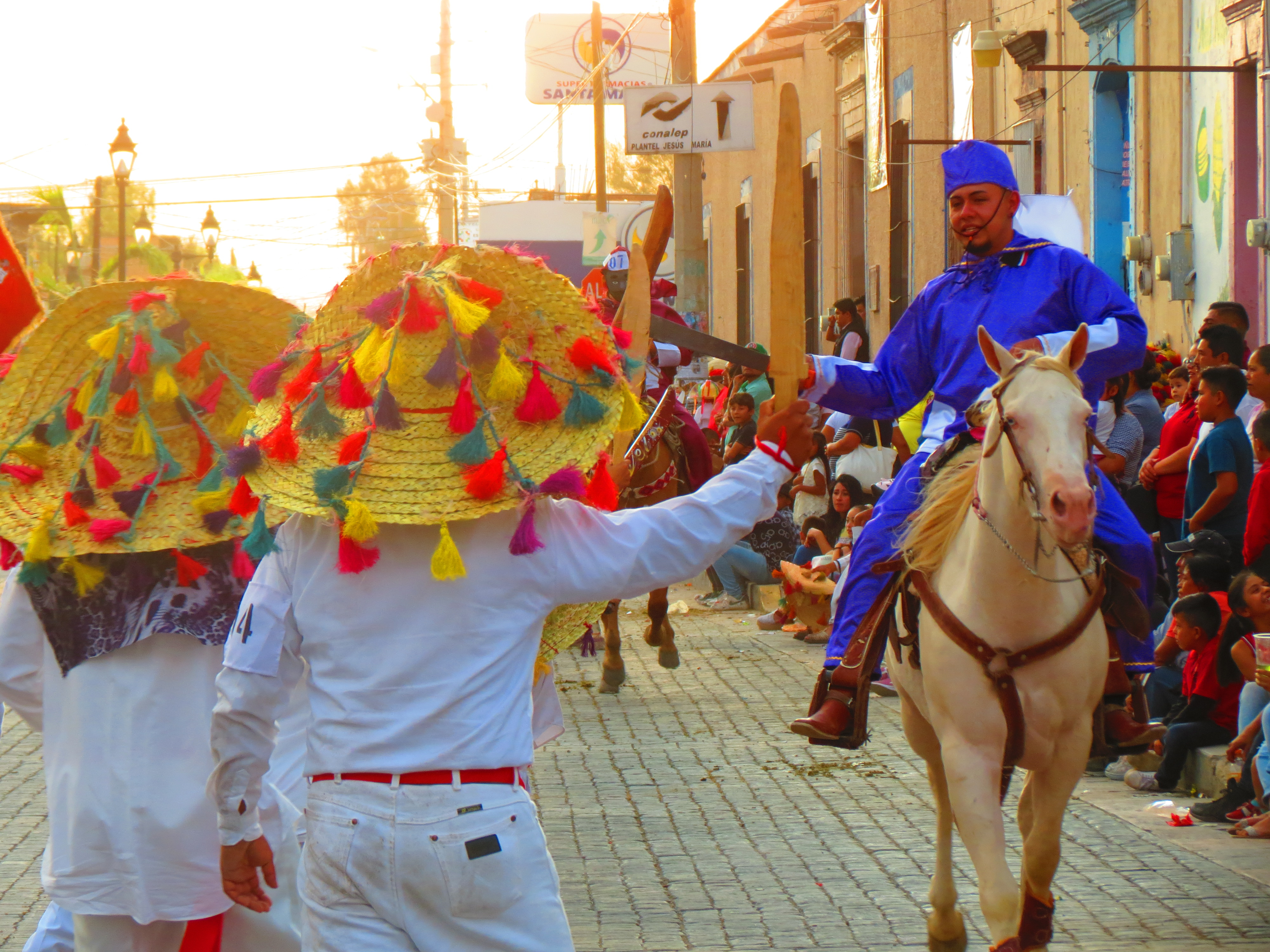
Representación de cristianos y moros

El atractivo principal de este evento es sin duda la danza de los Chicahuales que representa la batalla de cristianos contra moros, que se lleva a cabo a un costado del templo del pueblo. El 25 de julio se realiza una serie de actividades litúrgicas para el santo patrono de la comunidad. De igual manera las corridas de toros, el baile popular juegos mecánicos y el área comercial se pueden encontrar dentro del perímetro ferial estos días. El área gastronómica destaca por la gran oferta de platillos típicos que ofrece.
Durante la celebración también se realiza una coronación de la reina de la feria, así como la inauguración que se lleva a cabo en el quiosco principal, diferentes concursos de fotografía, conciertos, funciones, encuentros deportivos, festivales, tardeadas y presentaciones de bailes tradicionales, siendo la más importante solo después de la danza de los Chicahuales, la Transformación de Santo Santiago. Al tercer y cuarto día continúan las representaciones de ambos bandos, esta vez mostrando tradiciones antiguas como la taurina y las peleas de gallos.